# Donovan Scott
Donovan Scott (n. 29 septembrie 1947, Chico⁠(d), California, SUA) este un actor american. A devenit cunoscut pentru rolul ofițerului de poliție Leslie Barbara în filmul Academia de Poliție din 1984.

## Biografie
Scott a studiat timp de doi ani și jumătate la prestigiosul American Conservatory Theatre⁠(d) în San Francisco.
A participat la turnee atât ca actor, cât și ca director artistic al unei trupe de teatru.
În 1977, acesta s-a stabilit în Los Angeles și a lucrat atât în film, cât și în televiziune. În 1979, a debutat în film cu un rol în 1941 (1979).
Scott a apărut în videoclipul melodiei „Physical⁠(d)” a cântăreței Olivia Newton-John și a obținut un rol în serialul Life with Lucy⁠(d) din 1986.
Din 1993 până în 1994, Scott a locuit în Rusia și Ucraina (Crimeea), unde a realizat proiectul „The Children of Captain Grant”.
În 2016, Scott a declarat pentru San Diego Gay and Lesbian News⁠(d) că lucrează împreună cu grupul său de improvizații la ACME Comedy Theatre din Los Angeles.

## Filmografie
| An        | Titlu                                                        | Rol                                                              | Note                                                             |
| --------- | ------------------------------------------------------------ | ---------------------------------------------------------------- | ---------------------------------------------------------------- |
| 1979      | Presenting Susan Anton                                       | Regular                                                          | Serial tv                                                        |
| 1979      | Laverne & Shirley                                            | Rollo                                                            | Episodul: "Fat City Holiday"                                     |
| 1979      | 1941                                                         | Kid Sailor                                                       |                                                                  |
| 1980      | The Great Cash Giveaway Getaway                              | Minister                                                         | Film de televiziune                                              |
| 1980      | Popeye                                                       | Castor Oyl                                                       |                                                                  |
| 1981      | The Incredible Shrinking Woman                               | Neighbor                                                         |                                                                  |
| 1981      | Zorro, The Gay Blade                                         | Paco the mute servant                                            |                                                                  |
| 1982      | Olivia Newton-John: Let's Get Physical                       | Guy getting powdered by Olivia                                   | Film de televiziune                                              |
| 1982      | Savannah Smiles                                              | Boots                                                            |                                                                  |
| 1982      | Scared Silly                                                 | Skip Midler                                                      | Film de televiziune                                              |
| 1982-1985 | Faerie Tale Theatre                                          | Guest Interviewee/Herman Todd/Cubby Bear/Hendrix/The French Chef | 4 episoade                                                       |
| 1983      | The Lost Satellite                                           | Various                                                          | Serial tv                                                        |
| 1984      | Police Academy                                               | Cadet Leslie Barbara                                             |                                                                  |
| 1984      | Slapstick Studio                                             | Himself                                                          | Serial tv                                                        |
| 1984      | Sheena                                                       | Fletcher ("Fletch")                                              |                                                                  |
| 1985-1986 | Tall Tales & Legends                                         | Man in the Moon/Joe                                              | 2 episoade                                                       |
| 1986      | Trapper John, M.D.                                           | Marty Calwood                                                    | Episodul: "Heart and Seoul"                                      |
| 1986      | The Best of Times                                            | Eddie                                                            |                                                                  |
| 1986      | Remington Steele                                             | Vincent Dowd                                                     | Episodul: "Steele Alive and Kicking"                             |
| 1986      | Psycho III                                                   | Kyle                                                             |                                                                  |
| 1986      | Life with Lucy                                               | Leonard Stoner                                                   | 13 episoade                                                      |
| 1988      | Splash, Too                                                  | Freddie Bauer                                                    | Film de televiziune, parte din The Magical World of Disney       |
| 1988      | Wizard of Speed and Time                                     | Prisoner                                                         |                                                                  |
| 1988      | Great Performances                                           | The Tour Guide                                                   | Episodul: "Tales from the Hollywood Hills - The Old Reliable"    |
| 1989      | Meet the Hollowheads                                         | Cop #2                                                           |                                                                  |
| 1989      | Knots Landing                                                | Owner                                                            | Episodul: "Down Came the Rain and Washed the Spider Out: Part 2" |
| 1990      | Freddy's Nightmares                                          | Jake Hopchick                                                    | Episodul: "Prime Cut"                                            |
| 1990      | Back to the Future Part III                                  | Strickland's Deputy                                              |                                                                  |
| 1991      | Crazies                                                      | Robber with a frog                                               |                                                                  |
| 1993      | The Alaska Kid                                               | Shorty/Blackbeard                                                | 13 episoade                                                      |
| 1996      | Homeboys in Outer Space                                      | Petery Barnum                                                    | Episodul: "Dog Day Afternoon, or When the Going Gets Ruff"       |
| 1996      | The Children of Captain Grant                                | Willie                                                           |                                                                  |
| 1997      | Babylon 5                                                    | Captain Jack                                                     | Episodul: "Racing Mars"                                          |
| 1997      | You're Invited to Mary-Kate & Ashley's Christmas Party       | Santa Claus                                                      |                                                                  |
| 1998      | Family Attraction                                            | Bob                                                              | Scurtmetraj                                                      |
| 1999      | Blast from the Past                                          | Ron                                                              |                                                                  |
| 1999      | Martial Law                                                  | George Calvin                                                    | Episodul: "Thieves Among Thieves"                                |
| 2000      | Frasier                                                      | Santa                                                            | Episodul: "Mary Christmas"                                       |
| 2001      | Providence                                                   | Himself                                                          | Episodul: "Impulse Control"                                      |
| 2002      | Fish Don't Blink                                             | Leonard                                                          |                                                                  |
| 2003      | Uh-Oh!                                                       | Captain Squid                                                    |                                                                  |
| 2004      | Police Academy - Behind Academy Doors: Secret Files Revealed | Himself                                                          |                                                                  |
| 2005      | Boston Legal                                                 | Judge Christopher Serra                                          | Episodul: "Death Be Not Proud"                                   |
| 2005      | I Love the '80s 3-D                                          | Himself                                                          | 1 episod                                                         |
| 2006      | The Enigma with a Stigma                                     | Robert Riley                                                     |                                                                  |
| 2006      | I Love the '70s: Volume 2                                    | Himself                                                          | 1 episod                                                         |
| 2007      | I Know Who Killed Me                                         | Sheriff Leon Cardero                                             |                                                                  |
| 2007      | Bones                                                        | Santa Larry                                                      | Episodul: "The Santa in the Slush"                               |
| 2008      | My Name Is Earl                                              | Therapist                                                        | Episodul: "Reading Is a Funda Mental Case"                       |
| 2009      | It's Always Sunny in Philadelphia                            | Santa Claus in Mall                                              | Episodul: "A Very Sunny Christmas"                               |
| 2009      | The Middle                                                   | Santa Claus                                                      | 2 episoade                                                       |
| 2009      | The Three Gifts                                              | Santa Claus                                                      | Film de televiziune                                              |
| 2010      | Backlight                                                    | Old Farmer                                                       |                                                                  |
| 2010      | Zeke and Luther                                              | Santa                                                            | Episodul: "Bro-Ho-Ho"                                            |
| 2010      | The Psycho Legacy                                            | Himself                                                          |                                                                  |
| 2011      | Eagleheart                                                   | Cyrus Barnaby                                                    | Episodul: "Me Llamo Justice"                                     |
| 2011      | 3 Holiday Tails                                              | Michael                                                          | Film de televiziune                                              |
| 2012      | Matchmaker Santa                                             | Chris                                                            | Film de televiziune                                              |
| 2013      | Santa Switch                                                 | Santa                                                            | Film de televiziune                                              |
| 2013      | Baby Daddy                                                   | Santa Claus                                                      | Episodul: "Emma's First Christmas"                               |
| 2014      | Klaus                                                        | Santa                                                            | Episodul: "Santa"                                                |
| 2014-2015 | Panske & McShane                                             | Santa                                                            | 2 episoade                                                       |
| 2015      | Death to Cupid                                               | Santa Claus                                                      | Scurtmetraj                                                      |
| 2015      | Northpole: Open for Christmas                                | Santa                                                            | Film de televiziune                                              |
| 2015      | Life in Pieces                                               | Santa                                                            | Episodul: "College Stealing Santa Caroling"                      |
| 2016      | Superstore                                                   | Tom                                                              | Episodul: "Seasonal Help"                                        |
| 2016      | Sleigh Bells Ring                                            | Mr. Winter                                                       | Film de televiziune                                              |
| 2016      | Days of Our Lives                                            | Santa                                                            | 1 episod                                                         |
| 2017      | Somerville                                                   | Scotty                                                           | Serial tv                                                        |
| TBA       | Y'All-R Family                                               | Virgil Boudreaux                                                 | Episodul: "Corona - Not Just a Beer"                             |
| TBA       | What an Institution: The Story of Police Academy             | Himself                                                          | Post-producție                                                   |